# Шарнека
Шарнека (порт. Charneca; МФА: [ʃaɾ.ˈne.kɐ]) — парафія в Португалії, у муніципалітеті Лісабон. Розташована в західній частині країни, на теренах історичної португальської провінції Ештремадура. Входить до складу округу Лісабон. За адміністративним поділом, чинним до 1976 року, терени парафії були складовою провінції Ештремадура. Належить до Лісабонського патріархату Католицької церкви. Патрон — святий Варфоломій. Площа — 1,7161 км². Населення — 9935 ос. (2011). Сильно урбанізований регіон. Густота населення — 5789,29 осіб/км²
. Код — 110613.

## Географія

Райони Лісабона
Зони Лісабона

## Населення
| Кількість мешканців | Кількість мешканців | Кількість мешканців | Кількість мешканців | Кількість мешканців | Кількість мешканців | Кількість мешканців | Кількість мешканців | Кількість мешканців | Кількість мешканців | Кількість мешканців | Кількість мешканців | Кількість мешканців | Кількість мешканців | Кількість мешканців |
| ------------------- | ------------------- | ------------------- | ------------------- | ------------------- | ------------------- | ------------------- | ------------------- | ------------------- | ------------------- | ------------------- | ------------------- | ------------------- | ------------------- | ------------------- |
| 1864                | 1878                | 1890                | 1900                | 1911                | 1920                | 1930                | 1940                | 1950                | 1960                | 1970                | 1981                | 1991                | 2001                | 2011                |
| 785                 | 891                 | 1 139               | 1 024               | 1 267               | 1 209               | 3 692               | 3 412               | 4 646               | 3 302               | 7 325               | 9 574               | 9 572               | 10 509              | 9 935               |

## Уродженці
- Карлуш Фортеш — португальський футболіст.